# La enviada del mal
La enviada del mal (título original: The Blackcoat's Daughter, también conocida como February) es una película estadounidense de terror del año 2015 dirigida y escrita por Oz Perkins. Se estrenó en el Festival de Cine de Toronto en el mes de septiembre y está protagonizada por Emma Roberts, Lucy Boynton, Kiernan Shipka, James Remar y Lauren Holly. 

## Sinopsis
Joan realiza un engorroso y determinante viaje a través de un helado paisaje con el fin de arribar a una escuela privada femenina donde Rose y Kat esperan la llegada de sus padres. Cuando la mujer se ve enfrentada a las miradas de las chicas surgen visiones aterradoras en la cabeza de Kat al mismo tiempo que Rose observa cómo su amiga comienza a ser poseída por una fuerza invisible del mal.

## Reparto
- Emma Roberts como Joan.
- Lucy Boynton como Rose.
- Kiernan Shipka como Kat.
- James Remar
- Lauren Holly
- Emma Holzer como Lizzy.
- Peter J. Grays como Rick.
- Matthew Stefiuk como Ranger.

## Producción
En agosto de 2014 se anunció que Oz Perkins estaría haciendo su debut como director con La enviada del mal a partir de su propio guion. También se informó que Kiernan Shipka y Emma Roberts estarían en los papeles principales de la película. En febrero de 2015, Lucy Boynton, Lauren Holly y James Remar se unieron al elenco.

## Lanzamiento
La película tuvo su estreno mundial en el Festival Internacional de Cine de Toronto el 12 de septiembre de 2015. Poco después, A24 Films y DirecTV Cinema adquirieron los derechos de distribución de la película, por lo que fue estrenada en DirecTV antes de ser lanzada en cines. La cinta también fue proyectada en el Fantastic Fest el 24 de septiembre de 2015.